# Diamond contro Chakrabarty
Sidney A. Diamond contro Ananda Mohan Chakrabarty (1980) fu la sentenza con cui la Corte suprema degli Stati Uniti diede per la prima volta il permesso di brevettare organismi viventi, anche se geneticamente modificati.

## Il caso
Nel 1972 il microbiologo di origine indiana Ananda Mohan Chakrabarty, che lavorava per il centro di ricerca e sviluppo della General Electric, realizzò un batterio geneticamente modificato derivato dal genere Pseudomonas in grado di degradare e scomporre le molecole dei componenti del petrolio. Lo scopo era quello di favorire un processo biochimico per la bonifica di aree inquinate da idrocarburi. Chakrabarty presentò una domanda all'ufficio brevetti statunitense nella quale erano presenti tre richieste di brevetto: la prima verteva sul processo di produzione del batterio, la seconda sull'inoculo in grado di galleggiare, la terza sul batterio vero e proprio.
L'ufficio brevetti accolse le prime due richieste ma non approvò la terza basandosi sul fatto che i microrganismi erano da considerarsi prodotti della natura e che, ai sensi della legislazione sui brevetti industriali, la materia vivente non era brevettabile. In realtà negli Stati Uniti esisteva già una storia di brevetti riguardanti esseri viventi, tra cui quello concesso nel 1873 a Louis Pasteur sul processo per la produzione di lievito di birra che descriveva anche il lievito ottenuto tramite il processo.
In seguito la Sezione di appello dell'ufficio brevetti (Patent Office Board of Appeals) confermò la decisione argomentando che la legge sui brevetti industriali non poteva riguardare la materia vivente e quindi nemmeno un microrganismo sia pur creato in laboratorio. Quindi, dopo un ulteriore appello di Chakrabarty e della General Electric, la Corte di appello dei brevetti (Court of Customs and Patent Appeals) rovesciò la decisione, sulla base di una precedente sentenza secondo cui il fatto che i microrganismi fossero vivi era da considerarsi senza importanza legale ai fini della brevettabilità. Il nodo della questione riguardava la brevettabilità dei microrganismi secondo la sez. 101, titolo 35 del Codice degli Stati Uniti secondo cui «Chiunque inventi o scopra un processo, una macchina, un manufatto o una composizione di materia, che abbiano il requisito della novità e dell'utilità, può ottenere un brevetto [...].» Si trattava quindi di stabilire se un microrganismo prodotto in laboratorio fosse considerabile un "manufatto" o "una composizione di materia" secondo la definizione del codice.
Il caso arrivò alla Corte suprema degli Stati Uniti d'America il 17 marzo 1980. Il 16 giugno dello stesso anno fu emessa la sentenza, con 5 voti a favore contro 4, che confermò la brevettabilità del batterio prodotto da Chakrabarty. Nella sentenza la corte motivò:
La corte riconobbe la rilevanza dell'intervento umano nell'oggetto del brevetto, il fatto che l'oggetto del brevetto non fosse ritrovabile in natura e i suoi potenziali utilizzi positivi. La sentenza, dopo 8 anni di vicende giudiziarie, costituì una svolta nella storia brevettuale statunitense che influenzò anche l'Europa.

## Le conseguenze
La sentenza di fatto aprì la possibilità di considerare la vita come servizio e bene commerciabile. In seguito, a causa di questa sentenza, le società di genomica e di biotecnologie poterono iniziare a brevettare singoli geni che costituiscono la struttura della mappa umana.

## Film sulla vicenda
- The Corporation (2003) regia di Mark Achbar e Jennifer Abbott